# Alfredo Pimenta

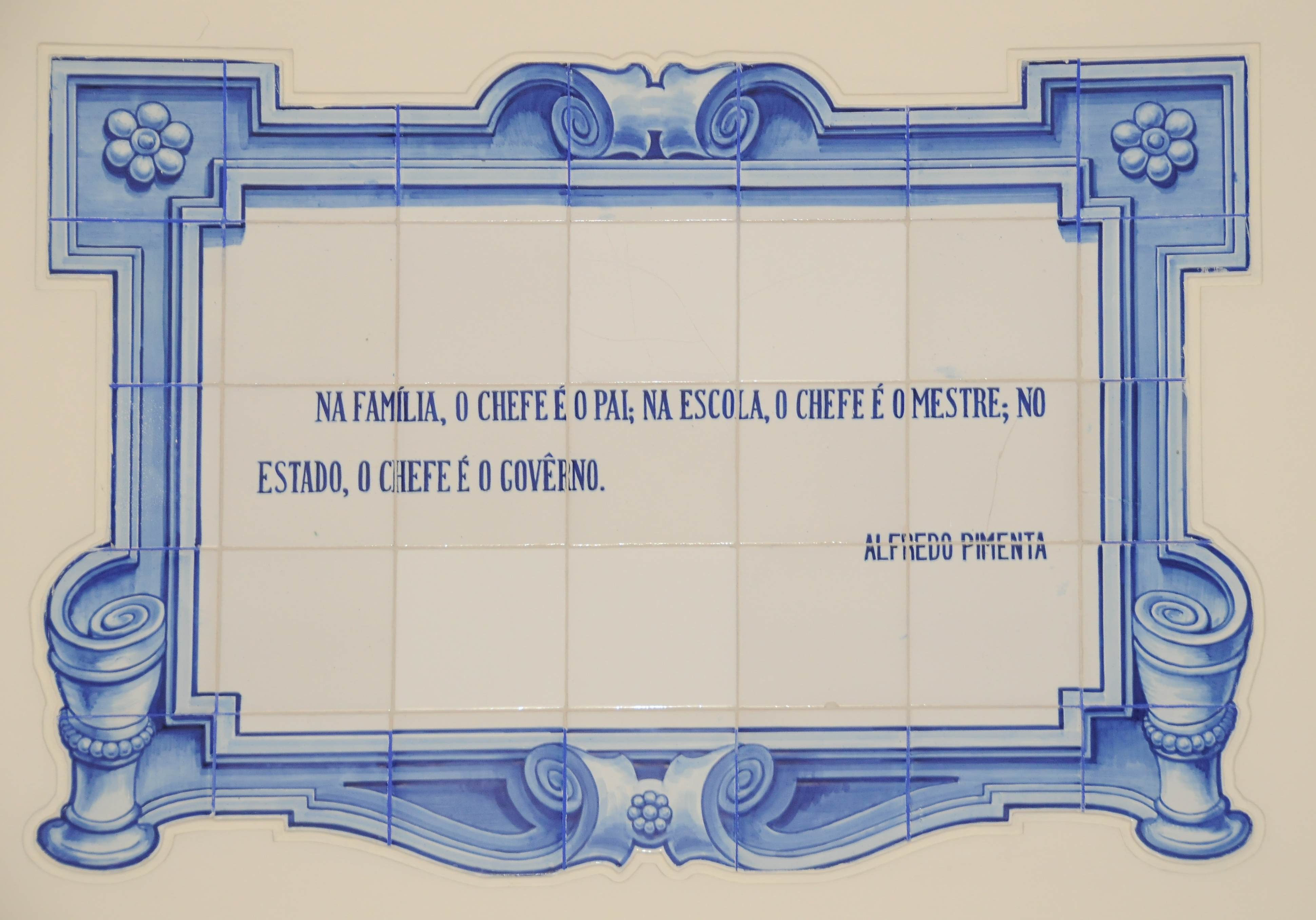
Frase de Alfredo Pimenta em azulejos de Jorge Colaço.

Alfredo Augusto Lopes Pimenta (Guimarães, 3 de dezembro de 1882 – Lisboa, 15 de outubro de 1950) foi um historiador, poeta e escritor português.

## Biografia
Alfredo Pimenta, filho de Manuel José Lopes Pimenta e de Silvina Rosa, nasceu na Casa de Penouços, em São Mamede de Aldão, Guimarães. Em 1890, a viver em Braga com os seus pais, frequenta o Colégio Académico de Guadalupe. Em 1893 regressa a Guimarães e estuda no Colégio de São Nicolau. Em 1910, licenciou-se em Direito pela Universidade de Coimbra e foi professor no Liceu Passos Manuel em Lisboa, entre 1911 e 1913. A partir deste ano exerceu funções no Arquivo Nacional da Torre do Tombo, do qual seria director de 1949 a 1951. Em 22 de Dezembro de 1931 tornou-se director do Arquivo Municipal de Guimarães. Foi sócio fundador do Instituto Português de Arqueologia, História e Etnografia, em 1953 e da Academia Portuguesa da História, em 1937.
Inicialmente militante anarquista, passa para o republicanismo. Depois da instauração da República, adere ao Partido Republicano Evolucionista.
Em 1915 surge como colaborador da revista Nação Portuguesa, órgão de filosofia política do Integralismo Lusitano e acaba por se tornar militante monárquico, tornando-se um destacado doutrinador.
Esta passagem para o monarquismo deu-se logo após o golpe de 14 de Maio de 1915, que derrubou o governo de Pimenta de Castro, apoiado pelos evolucionistas. Converte-se depois ao catolicismo. Chega a propor uma conciliação entre as teses de Auguste Comte e o neotomismo.
Funda o movimento Acção Tradicionalista Portuguesa, com a sua revista com Acção realista  em 1923, que lhe passaria a dar o nome, rompendo ideologicamente com o Integralismo Lusitano, a que nunca chegara formalmente a pertencer.
Virá depois a assumir-se como salazarista, e elogia o fascismo e o nazismo. Depois da Segunda Guerra Mundial, faz uma denúncia das perseguições aos nazis, insinuando a existência de campos de concentração entre os Aliados. Foi colaborador do A Voz, onde defende a restauração da monarquia mas como uma espécie de coroamento do Estado Novo, contrastando com a época em que escreveu Mentira Monarchica, em 1906.
A longo da sua vida também colaborou em diversas publicações periódicas, nomeadamente nas revistas Arte & vida (1904-1906), Luz e Vida  (1905), Ideia Nacional (1915), Contemporânea [1915]-1926) e Feira da Ladra (1929-1943), no jornal A republica portugueza (1910-1911) e na Revista de Arqueologia (1932-1938). Foi um teórico político e historiador reputado, sendo que a sua obra mais perdurável situou-se no campo da história, sobretudo na Idade Média.

## Algumas obras publicadas

### Poesia
- 1904 - Eu. Coimbra: Typographia Democratica.
- 1905 - Saudando. Coimbar: Typographia França Amado.
- 1905 - Para a Minha Filha. Coimbra : Typographia Democratica.
- 1912 - Na Torre de Illuzão. Coimbra: F. França Amado.
- 1914 - Alma Ajoelhada. Lisboa: Parceria António Maria Pereira.
- 1917 - Payzagem de Orchideas. Lisboa: Casa Ventura Abrantes.
- 1922 - Coimbra: poema de saudade e desaffronta. Lisboa: Portugália.
- 1923 - O Livro da Minha Saudade. Lisboa: Portugália.
- 1924 - Poemas em proza. Lisboa: Portugália.

### Ensaios histórico-políticos & Polémica
- 1906 - O Fim da Monarchia. Coimbra: Tip. Democrática.
- 1906 - Mentira Monárquica
- 1908 - Factos Sociais
- 1911 - Aos conservadores portugueses
- 1913 - Política portuguesa
- 1913 - As Igrejas e o Estado
- 1914 - A doutrina de Drago e a 2ª Conferência da Paz
- 1915 - Comentários políticos
- 1915 - A significação filosófica da Guerra Europeia. O imperialismo contemporâneo
- 1916 - A Solução Monárquica[10]
- 1917 - Política monárquica
- 1918 - A situação política
- 1919 - A revolução monárquica
- 1920 - A questão monárquica
- 1923 - Cartas monárquicas
- 1923 - Mensagem ao lugar-tenente de El-Rei
- 1923 - As bases da monarquia futura
- 1925 - A República Portuguesa em face da Igreja Católica e a política do Centro Católico
- 1925 - A política do Centro Católico e a minha resposta ao Senhor Bispo de Bragança e Miranda
- 1934 - História de Portugal
- 1936 - D. João III
- 1937 - Subsídios Para a História de Portugal
- 1937-1948 - Estudos Históricos (série de 25 pequenos ensaios)
- 1942 - Eu e as Novidades
- 1943 - As Ilhas dos Açores
- 1949 - Contra a Democracia